# Graniteville
Graniteville es un lugar designado por el censo del condado de Aiken en el estado estadounidense de Carolina del Sur. La ciudad se extiende a ambos lados Horse Creek que se origina en la cercana ciudad de Vaucluse.

## Historia
El 6 de enero de 2005, un tren de mercancías del Norfolk Southern Railway, golpeó un tren estacionado. Uno de los dos vagones de tren que transportaban líquidos cloro se  rompió, liberando una nube de cloro venenoso. Nueve personas murieron, más de 250 heridos y más de cinco mil fueron desplazadas de sus hogares por más de una semana. El 20 de mayo de 2006 la ciudad dedicó un monumento a aquellos que perecieron. El monumento está situado en un pequeño parque en la intersección de Canal St y Aiken Rd.

## Demografía
De acuerdo con los números más recientes, la comunidad tiene una población de 7.009.